# Humboldtstraße 62 (Mönchengladbach)

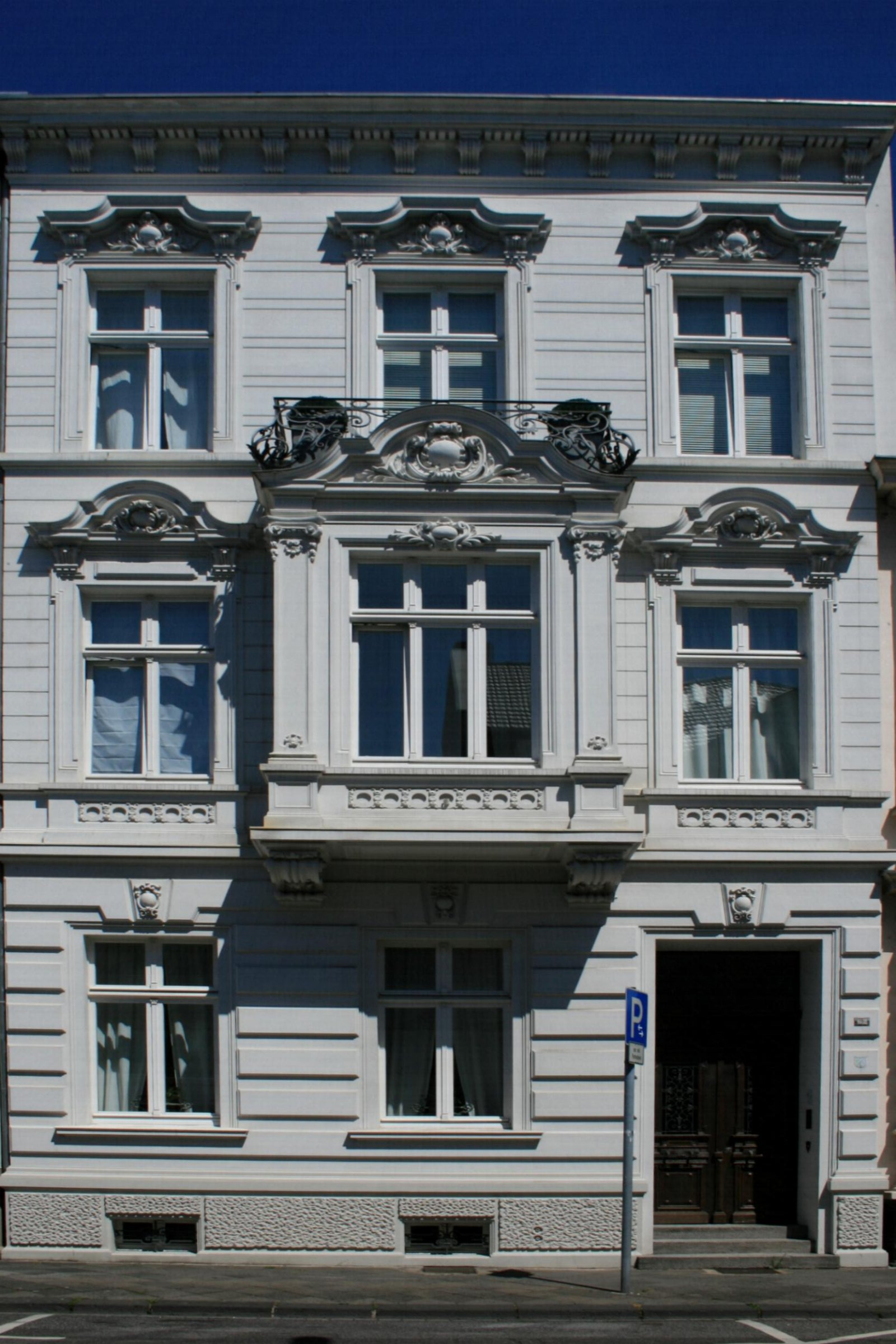
Wohnhaus (2010)

Das Wohnhaus Humboldtstraße 62 steht in Mönchengladbach (Nordrhein-Westfalen).
Das Gebäude wurde 1896 erbaut. Es wurde unter Nr. H 072  am 23. September 1992 in die Denkmalliste der Stadt Mönchengladbach eingetragen.

## Architektur
Das Wohnhaus Nr. 62 liegt in einem um die Jahrhundertwende bebauten Wohngebiet, das die Stadterweiterung in Richtung Eicken dokumentiert und wird erstmals im Adressbuch von 1896 genannt. Es handelt sich um ein traufständiges, dreigeschossiges und dreiachsiges Wohnhaus unter einem Satteldach.